# Sängerbund, WAB 82
Sängerbund (en français : « L'association de chanteurs »), WAB 82, est un chant patriotique en allemand composé par Anton Bruckner en 1882.

## Historique
Bruckner a composé l'œuvre sur un texte d'un auteur inconnu, peut-être Heinrich von der Mattig, le 3 février 1882. Il la dédia à August Göllerich senior.
Avec l'accord de Bruckner, Karl Kerschbaum, le secrétaire de la Liedertafel Frohsinn, plaça sur la partition un autre texte de portée plus générale, pour augmenter ses chances d'exécution. L'œuvre a été créée par Frohsinn à Wels au cours de la cinquième Oberösterreichisch-Salzburgisches Sängerbundfest (fête des associations de chanteurs de la Haute-Autriche et de Salzbourg), le 10 juin 1883,.
L'œuvre, qui était une favorite de Frohsinn, a été exécutée de nouveau à Passau en septembre 1890. En hommage à leur président d'honneur, Frohsinn l'a aussi interprétée le 4 septembre 1894 pour la célébrer le 70e anniversaire de Bruckner.
L'œuvre, dont le manuscrit original est archivé à la Liedertafel Frohsinn, a été publié pour la première fois en 1911 par Viktor Keldorfer (Universal Edition) avec le texte de Kerschbaum,. Elle est éditée avec les deux textes successifs dans le Volume XXIII/2, no 31 de la Bruckner Gesamtausgabe.

## Texte
Le manuscrit original de Sängerbund utilise un texte d'un auteur inconnu, peut-être Heinrich von der Mattig.
| Die Sängerfeste unserer Städte Erwecken bildend um die Wette Den Sinn für Tonkunst und Gesang. Es drängt hinaus von Kreis zu Kreise Und heut ertönt in Festes Weise Das deutsche Lied mit hellem Klang. Wir halten fest und treu am Bunde, Den an der Traun in dieser Stunde, Erneuern wir mit Herz und Hand. In Lied und Tat frei ohne Zagen, So werden wir das Höchste wagen Für Freiheit und fürs Vaterland. | Les fêtes des chanteurs de nos villes Réveillent dans cette compétition L'esprit des arts et du chant. Ainsi pénètre, d'association en association, Et se manifeste ce jour de manière festive Le chant allemand avec une claire sonorité. Nous sommes attachés fidèlement à l'association En compétition à cette heure, Que nous renouvelons avec nos cœur et nos mains. Par notre chant et nos actes, librement sans hésiter, Nous tenterons ainsi le maximum Pour la liberté et la patrie. |

L'œuvre a été ultérieurement publiée avec un nouveau texte de Karl Kerschbaum :
| Nichts Schönres auf der ganzen Erde Als froher Sang am Heimatherde Lobpreisend deutsche Sitt' und Treu. Es drängt hinaus von Kreis zu Kreise Und es ertönt in Festes Weise Das deutsche Lied so frisch und frei. Ob unsre Brust erbebt vom Leide, Ob unsern Sinn verklärt die Freude, Wir halten fest am deutschen Liederband, Und braust auch Sturmwind durch die Lande, Das Lied tönt bis zum Grabesrande Für Freiheit und fürs Vaterland. | Rien n'est plus beau partout dans le monde Qu'un chant joyeux sur le sol natal, En éloge de la vertu et de la loyauté allemandes. Ainsi se répand d'association en association Et résonne en une mélodie festive : Le chant allemand si frais et libre. Si notre poitrine tremble de douleur, Si notre esprit exprime la joie, Nous restons attachés à l'association des chanteurs allemands, Et même si la tempête devait se précipiter sur la terre, Le chant résonnera jusqu'à notre mise au tombeau Pour la liberté et la patrie. |

## Composition
L'œuvre de 79 mesures en do majeur est conçue pour chœur d'hommes (TTBB).
La première strophe commence comme une fanfare et évolue via une série d'accords de sixtes vers une fin sur la tonique. La deuxième strophe commence de la même façon et évolue de la majeur via un accord de sixte en fa mineur vers la même fin que la première strophe.

## Discographie
Sängerbund (avec le texte de Karl Kerschbaum) a été enregistré trois fois par Attila Nagy avec la Universitätssängerschaft Barden zu Wien en 1996, pour fêter le 100e anniversaire de la mort de Bruckner :
- le 18 mai 1996 : Anton Bruckner und seine Zeit – CD : disc-lazarus DL-USB 8B
- le 7 juin 1996 : Bruckner-Festabend anlässlich des 100. Todestages von Ehrenmitglied Anton Bruckner – CD : disc-lazarus DL-USB 8C
- le 26 octobre 1996 : Konzert im Brucknerjahr – CD : disc-lazarus DL-USB 8D